# 補欠取締役
補欠取締役（ほけつとりしまりやく）は、取締役が欠けた場合や会社法または定款で定める取締役の員数が欠けた時に取締役に就任する者としてあらかじめ株主総会において選任された者である。日本では、2006年（平成18年）施行の会社法において初めて規定された。2名以上の補欠取締役を選任する場合は、あわせて優先順位を決めておく必要がある。補欠である期間は、被補欠者の任期ではなく、次の定時株主総会までとされている。
取締役に限らず、会計参与や監査役についても補欠を選任することができ、これらも含めて補欠役員と呼ぶ。補欠監査役については、2003年（平成15年）の法務省通達（平成15年4月9日付法務省民商第1078号・1079号民事局長通達）により、会社法施行前から定款に定めがある場合に限り選任することが認められていた。